# Оскско-умбрские языки
О́скско-у́мбрские (сабе́льские) языки́ — вымершая группа италийских языков, которая была распространена в Центральной и Южной Италии накануне их завоевания Древним Римом и распространения латыни. Языки этой группы известны по надписям и заимствованиям в латыни. Включает две основные ветви — оскскую и умбрскую, а также южнопиценский язык.
Оскский язык был распространён на юге, а умбрийский — на севере центральной части Апеннинского полуострова. Ареал родственных языков между ними мог представлять собой диалектный континуум. В Южной Италии и Сицилии существовали также колонии, говорящие на оскском. Оскский был языком самнитских племён, могущественных врагов римлян, которым потребовались годы, чтобы покорить их в ходе Самнитских войн (с 370 по 290 годы до н. э.). Эти языки известны по нескольким сотням надписей, датируемых периодом между 400 годом до н. э. и I веком н. э. В Помпеях есть многочисленные оскские надписи, такие как посвящения в общественных зданиях и знаки. Умбрийский язык начал приходить в упадок, когда умбры были покорены римлянами, и процесс романизации привел к его упадку. Он известен благодаря Игувинским таблицам.

## Связь с италийскими языками
Со времён Антуана Мейе оскско-умбрские языки считаются ветвью италийской группы вместе с латино-фалискской ветвью. Эта схема подвергалась критике Алоиса Вальде, Витторе Пизани и Джакомо Девото, которые предлагали разделить италийские языки на две самостоятельные ветви индоевропейских языкрв. Тем не менее, остаётся доминирующей унитарная теория, предполагающая происхождение всех италийских языков от одного общего языка-предка. Вероятно, эти языки складывались в результате притока индоевропейского населения восточного происхождения, при этом оски и умбры достигли Апеннинского полуострова после латинов и фалисков, но до япигов и мессапов.

## Классификация
- оскский
- умбрская группа, включающая:
  - умбрский
  - вольский
  - марсийский
  - сабинский
  - язык герников
- южнопиценский
- досамнитский — язык Кампании до колонизации её оско-язычными самнитами

## Лингвистическое описание
Оско-умбрские языки были флективными языками с примерно 5 различными морфологическими падежами единственного числа, похожими на таковые в латыни.
Хотя оско-умбрийские языки засвидетельствованы гораздо хуже, чем латынь, корпус из нескольких тысяч слов надписей позволил лингвистам вывести некоторые инновации этой ветви. Например, в то время как праиндоевропейские придыхательные согласные появляются как b, d и h/g между гласными в латинском (medius ← *medʰyos), все придыхательные согласные появляются в сабельском как f (оскский mefiai ← *medʰyos). Кроме того, в то время как латынь сохранила праиндоевропейский лабиовелярный ряд («Q-италийский»), оско-умбрские языки объединили их с лабиальными согласными («P-италийский»): латинское quattuor при оскском petora.